# Nick Mason's Fictitious Sports
Albums de Nick Mason
Profiles
(1985)
Nick Mason's Fictitious Sports est le premier album solo de Nick Mason, le batteur du groupe Pink Floyd. Il est sorti en mai 1981.

## Histoire
Les huit chansons qui figurent sur Nick Mason's Fictitious Sports sont écrites et composées par Carla Bley. Elles sont enregistrées au mois d'octobre 1979 aux studios Grog Kill de Willow, dans l'État de New York, par un groupe de musiciens proches de Carla Bley, parmi lesquels Michael Mantler. Le chant est assuré par Robert Wyatt, sauf sur la première chanson, Can't Get My Motor to Start, qui est chantée par Karen Kraft. Le mixage de l'album se déroule à Los Angeles, aux studios Village Recorders et The Producer's Workshop, en décembre 1979 et mai 1980 ; il est assuré par James Guthrie.
Dans la mesure où le rôle de Nick Mason se limite à jouer de la batterie et coproduire l'album, Fictitious Sports est souvent considéré comme un album de Bley plutôt que comme un véritable album solo de Mason.

## Titres
Toutes les chansons sont écrites et composées par Carla Bley.

### Face 1
1. Can't Get My Motor to Start – 3:39
2. I Was Wrong – 4:12
3. Siam – 4:48
4. Hot River – 5:16

### Face 2
1. Boo to You Too – 3:26
2. Do Ya? – 4:36
3. Wervin' – 3:58
4. I'm a Mineralist – 6:16

## Personnel
- Nick Mason : batterie, percussions, coproduction, assistant ingénieur
- Carla Bley : claviers, coproduction
- Robert Wyatt : chant (toutes sauf 1)
- Karen Kraft : chant (1, 4), chœurs
- Chris Spedding : guitares
- Steve Swallow : basse
- Michael Mantler : trompette, ingénieur du son
- Gary Windo : saxophone ténor, clarinette basse, flûte, chant additionnel
- Gary Valente : trombones, chant additionnel
- Howard Johnson : tuba
- Terry Adams : piano (5), harmonica et clavinet (1)
- Carlos Ward, D. Sharpe, Vincent Chancey, Earl McIntyre :  voix additionnelles
- James Guthrie : ingénieur du son
- Hipgnosis & Geoff Halpin : design de la pochette